# Монтгомеришир
Монтгомеришир (валл. Sir Drefaldwyn, англ. Montgomeryshire) — традиционное графство Уэльса, существовавшее в качестве административно-территориальной единицы в составе Англии в период с 1535 по 1888 год.
Монтгомеришир граничил с уэльскими графствами Радноршир на юге, Кардиганшир на юго-западе, Мерионетшир на северо-западе и Денбишир на севере, а также английским графством Шропшир на востоке.
Графство было образовано Генрихом VIII во время проведения реформы административной системы Англии, в соответствии с Актами о Законах Уэльса 1535—1543 годов. Территориальную основу новообразования составили аннексированные либо перешедшие в коронную собственность владения лордов Валлийской марки в кантревах Кивейлиог, Арвистли, Маудуи, Мохнан, Деудуи, Истрад-Мархелл, Гордур и лордствах Кидевайн и Мехайн, ранее входивших в состав валлийского королевства Поуис Венвинвин.
Актом о местном управлении 1888 года графство было преобразовано в административное графство Монтгомеришир. Затем территориальное деление Уэльса было изменено Актом о местном управлении 1972 года, образовавшим двухуровневую административную систему, согласно которому земли Монтгомеришира вошли в состав графства Поуис в качестве территориальной единицы второго уровня — района Монтгомери.
С 1996 года и по настоящее время земли Монтгомеришира входят в состав унитарной административной области Поуис.